# Наводнения на Балканите (2014)
Наводненията на Балканите през 2014 г. засягат няколко държави на Балканите, най-тежко в Босна и Херцеговина, Сърбия и Хърватия.
Те са в резултат на увеличените валежи между 14 и 16 май 2014 г., дължащи се на формиралата се стационарна зона с ниско налягане. Причиняват големи материални щети и отнемат живота на поне 49 души. Най-много жертви има в градовете Обреновац (Сърбия) и Добой (Босна и Херцеговина). България, наред с други държави, изпраща помощ на пострадалите страни.
През лятото на същата година поредица от наводнения сполетява и България, като отнемат общо 18 човешки живота и причиняват големи материални щети. Най-тежко е положението в градовете Варна (квартал Аспарухово), Добрич и Мизия.